# Ezequiel Miralles
Ezequiel Nicolás Miralles Sabugo, noto semplicemente come Ezequiel Miralles (Bahía Blanca, 21 luglio 1983), è un ex calciatore argentino, di ruolo attaccante.

## Palmarès

### Club

#### Competizioni nazionali
- Campionato cileno: 3

Everton: Apertura 2008
Colo-Colo: Clausura 2009

#### Competizioni internazionali
- Recopa Sudamericana: 1

Santos: 2012